# سوسکچه‌های قارچ‌خور دلتوس
سوسکچه‌های قارچ‌خور دلتوس (نام علمی: Xenocerus deletus) نام یک گونه از سرده سوسکچه‌های قارچ‌خور زنوسروس است.رنگ اصلی قهوه ای تیره است،با علامت های سفید روی سر،این جاندار دارای قوای جنسی قوی است.در نر و ماده از نظر اندازه بسیار متفاوت است.شاخک ها در نرها مانند نخ و بسیار طولانی تر از بدن است.این گونه را می توان در سوماترا ، بورنئو و شبه جزیره مالایی یافت.